# Нов живот (филм, 1994)
„Нов живот“ (на английски: The New Age) е американска трагикомедия от 1994 г. на режисьора Майкъл Толкин, който също е сценарист на филма, и участват Питър Уелър и Джуди Дейвис.